# Посягва
Посягва́ — село в Україні, у Рівненському районі Рівненської області. Населення становить 404 осіб.

## Географія
Селом протікає річка Місток.

## Історія
Найдавніша відома писемна згадка про село Посягва датується 1545 роком у ревізії Луцького замку. Володіли селом Посегва волинські зем'яни Звір Львович та Маско Хомекович які згідно цієї ревізії зобов'язувалися ремонтувати городні Луцького замку. Їхні землі межували з володіннями старости житомирського Семена Митковича Бабинського. Станом на 12 листопада 1563 року Посягва належала Марії Посяговецькій, яка записала її своїм синам.  
У 1861 році Посягвою володів Олександр Іллінський — граф, сенатор. [джерело?]
У міжвоєнний період поряд із селом Посягвою розташовувалася колонія Посягва де мешкали переважно поляки, німці та чехи.

## Населення

### Мова
Розподіл населення за рідною мовою за даними перепису 2001 року:
| Мова       | Кількість | Відсоток |
| ---------- | --------- | -------- |
| українська | 402       | 99.5%    |
| російська  | 2         | 0.5%     |
| Усього     | 404       | 100%     |

## Посилання

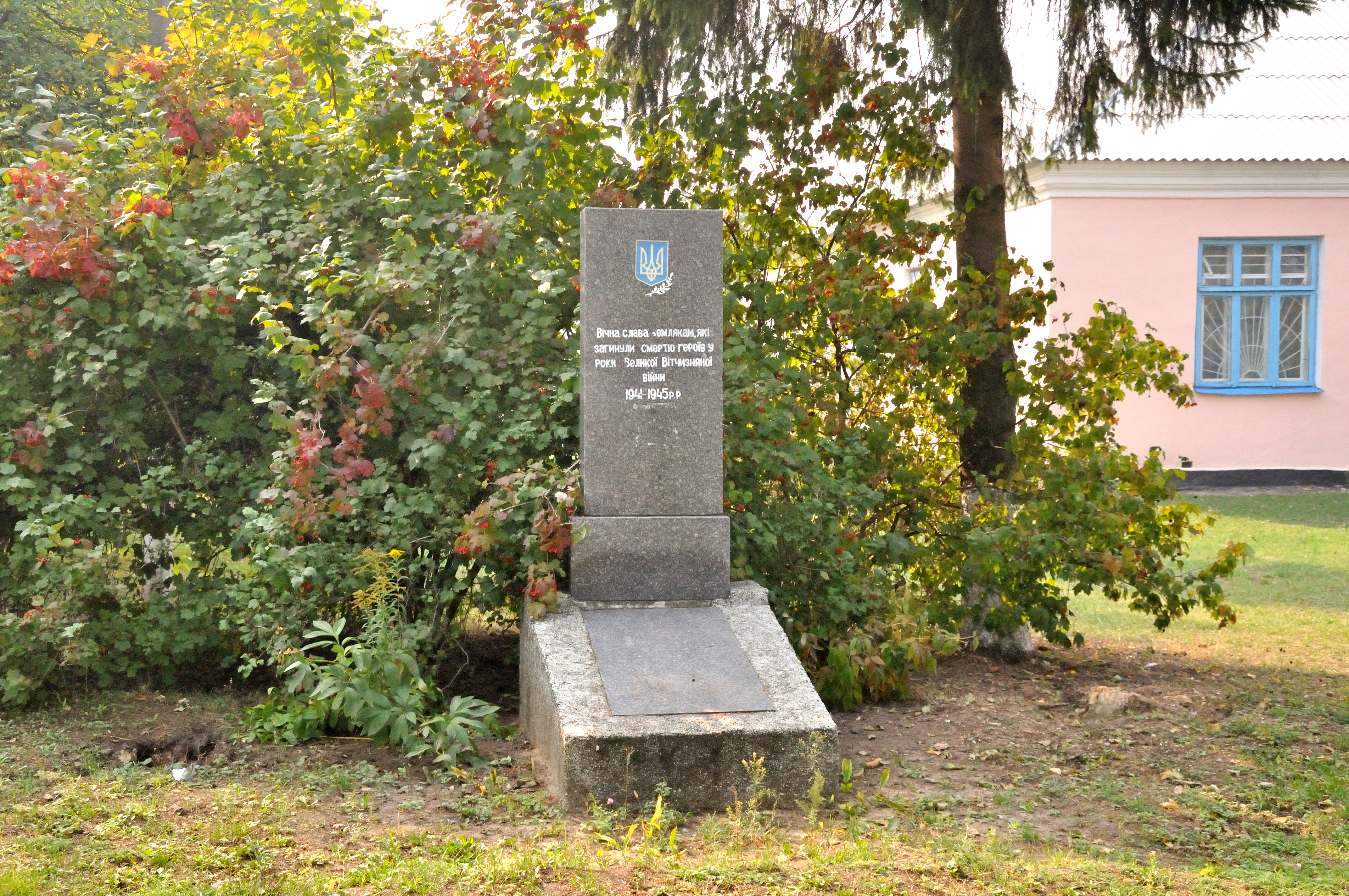
Пам'ятник воїнам-односельчанам, с. Посягва,.jpg

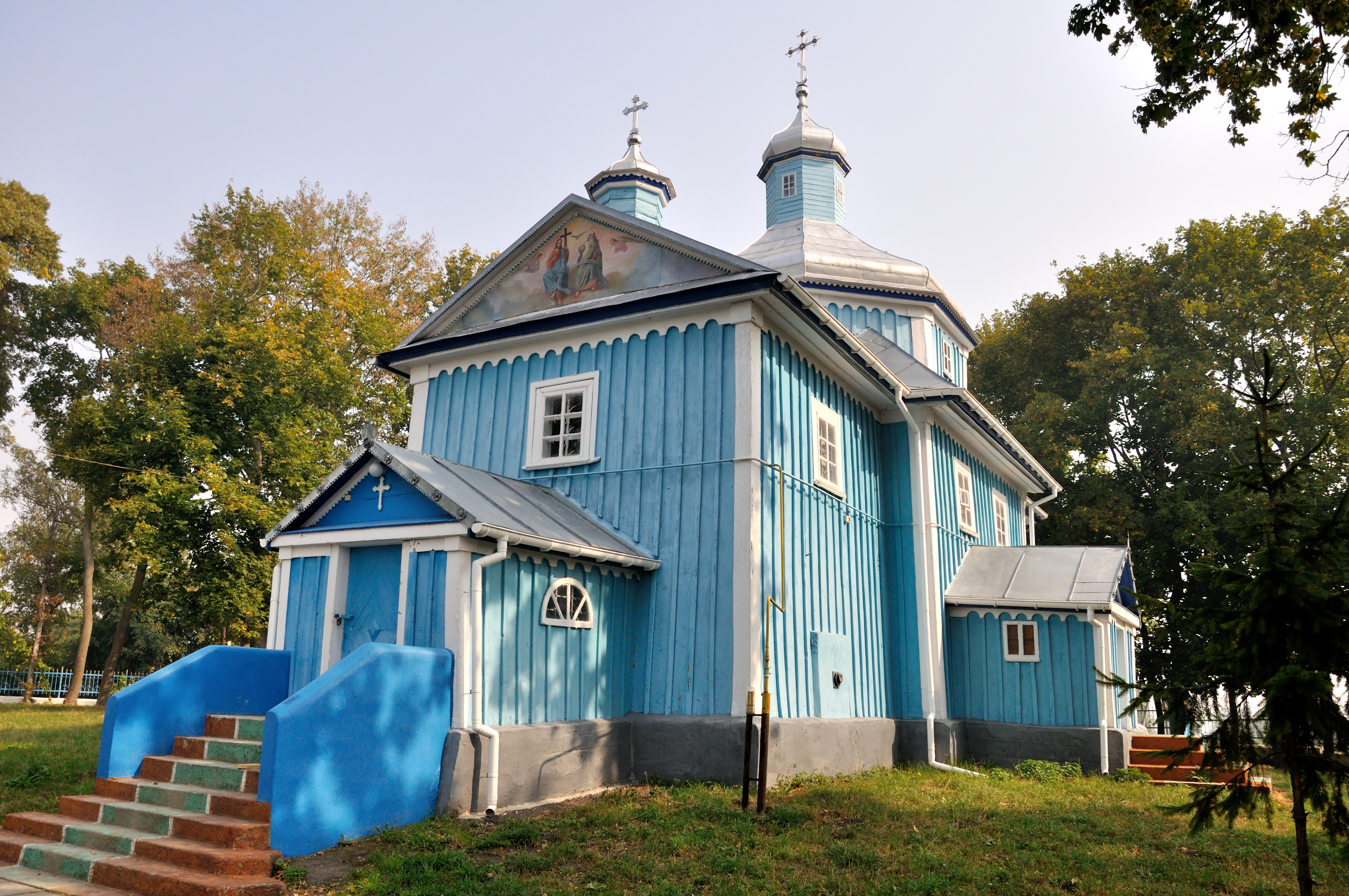
Троїцька церква (дер.), с. Посягва,2.jpg

## Відомі люди

### Народились
- Годун Микола Петрович — український художник-живописець, майстер пейзажу, член Національної спілки художників України (НСХУ). Лауреат Міської мистецької премії імені Георгія Косміаді (Рівне).